# Zeynab Mammadyarova
Zeynab Mammadyarova é um enxadrista natural do Azerbaijão, detendo o título de Grande Mestre Internacional de Xadrez.